# 다이나 구지네비추테
다이나 구지네비추테(리투아니아어: Daina Gudzinevičiūtė, 러시아어: Дайна Гудзиневичюте, 1965년 12월 23일 ~ )는 소련과 리투아니아의 사격 선수이다. 올림픽에 총 4회 참가하였으며, 2000년 하계 올림픽에서 여자 트랩 종목 최초의 금메달을 획득했다. 2012년부터 리투아니아 국가 올림픽 위원회의 위원장을 맡고 있다. 

## 경력
당시 소련의 구성 공화국이었던 리투아니아 소비에트 사회주의 공화국의 수도 빌뉴스에서 태어났다. 1988년에 소련 국가대표로 발탁되어 같은 해에 터키의 이스탄불에서 열린 유럽 산탄총 선수권 대회에 참가하여 트랩 개인전과 단체전에서 우승했다. 여자 트랩 종목이 처음으로 정식 종목으로 채택된 2000년 하계 올림픽에서는 예선에서 71점을 기록하였고, 결선에서는 타겟 25개 중 가운데 22개를 맞췄다. 이 경기에서 총 93점을 기록하며 92점을 기록한 프랑스의 델핀 라시네를 1점 차로 제치며 올림픽 신기록 수립과 함께 금메달을 획득했다. 
시드니 올림픽 우승 이후 그리스 아테네에서 열린 2004년 하계 올림픽에 참가하였으며 트랩 종목 우승 후보로 평가받았다. 그러나 총 55점을 기록했으며, 17명의 참가자 중 14위에 머물렀다. 경기가 끝난 후 구지네비추테는 모든 사격 선수에게 장애 요소가 되었던 강한 돌풍으로 인한 날씨에 대해 불만을 표시했다.
2012년 하계 올림픽에서는 14위를 기록했고, 이 대회를 끝으로 현역에서 은퇴했다. 같은 해에 아르투라스 포빌류나스의 후임으로 리투아니아 국가 올림픽 위원회의 위원장에 취임했다.